# Білогірське водосховище
Білогірське водосховище (крим. Qarasuvbazar yapma gölü, рос. Белогорское водохранилище) — одне з найбільших водосховищ Криму, забезпечує зрошення земель в долині річки Біюк-Карасу та живлення Тайганського водосховища. Розташоване в Білогірському районі Автономної Республіки Крим.
Зведене в 1970 році для зрошення сільськогосподарських земель, відокремлене від Тайганського водосховища невеликим перешийком. На 2020 є одним з джерел наповнення Північно-Кримського каналу і використовується для водопостачання міст на південному сході Криму 
Зариблене, риба: короп, карась, щука, товстолоб, судак, окунь, плотва, лящ, головень. 

## Гідрографія
- Довжина: 4,6 км
- Ширина: 600 м
- Макс. глибина: 29 м
- Площа водойми: 225 га
- Запас води: 23,3 млн. м³

## Водопостачання Східного Криму
В 2014 році була збудована схема перекидання вод Білогірського і Тайганського водосховища у Північно-Кримський канал, що дозволило забезпечити водою Феодосію, Керч і Судак до завершення будівництва в 2016 році підземних водозаборів.
У січні-лютому 2015 року вода з Білогірського водосховища використовувалася для наповнення Новомиколаївського водосховища. У квітні — Феодосійського, при цьому з Білогірського водосховища на добу надходило 300 тис. м³, з Тайганського — 500 тис. м³.
На початку лютого наповнюваність становила 12 млн м³. До 20 травня збільшилася до 18,0 млн м³.
Через відсутність опадів у липні-вересні 2015 року, до жовтня наповнення скоротилося до 4,1 млн м³ (18 %). Так званий мертвий об'єм водосховища становить 1,8 млн м³.
У грудні 2015 року водосховище сильно обміліло і у верхів'ях з'явилося русло річки Карасу.
У травні 2016 року «продуктивних запасів» у порівнянні з попереднім роком було менше в три рази і була припинена подача води на зрошення.  Наприкінці 2016 року корисні запаси були відсутні, наповнення Північно-Кримського каналу здійснювалося підземними водами і притоками басейну річки Біюк-Карасу.
16 лютого 2018 року подання води від Білогірського водосховища становила 2,9 м³/с.
Станом на грудень 2024 року у тимчасово окупованому Криму гребля Білогірського водосховища перебуває під загрозою руйнування, оскільки після обміління водосховища у червні 2024 року вона залишилася сухою і перебуває під загрозою розсихання та деформації. Виявляється, що гребля Білогірського водосховища за своєю конструкцією належить до так званих мокрих гребель, тобто згідно з правилами експлуатації вона повинна контактувати з водою. Всередині греблі знаходиться глина, а ця порода при відсутності зволоження сильно висихає, що може призвести до деформації положення плит та утворення глибоких тріщин, які вже можна побачити навіть поверхневим оглядом.